# Comuna Vălișoara, Hunedoara
Vălișoara (în maghiară: Valisóra, Kőfalu, în germană: Steindorf) este o comună în județul Hunedoara, Transilvania, România, formată din satele Dealu Mare, Săliștioara, Stoieneasa și Vălișoara (reședința).

## Demografie
Componența etnică a comunei Vălișoara
     Români (92,44%)
     Alte etnii (0,49%)
     Necunoscută (7,07%)
Componența confesională a comunei Vălișoara
     Ortodocși (89,98%)
     Alte religii (2,65%)
     Necunoscută (7,37%)
Conform recensământului efectuat în 2021, populația comunei Vălișoara se ridică la 1.018 locuitori, în scădere față de recensământul anterior din 2011, când fuseseră înregistrați 1.197 de locuitori. Majoritatea locuitorilor sunt români (92,44%), iar pentru 7,07% nu se cunoaște apartenența etnică. Din punct de vedere confesional, majoritatea locuitorilor sunt ortodocși (89,98%), iar pentru 7,37% nu se cunoaște apartenența confesională.

## Politică și administrație
Comuna Vălișoara este administrată de un primar și un consiliu local compus din 9 consilieri. Primarul, Camelia Bedea[*], de la Partidul Social Democrat, este în funcție din octombrie 2020. Începând cu alegerile locale din 2024, consiliul local are următoarea componență pe partide politice:
|  | Partid                          | Consilieri | Componența Consiliului | Componența Consiliului | Componența Consiliului | Componența Consiliului | Componența Consiliului | Componența Consiliului |
|  | ------------------------------- | ---------- | ---------------------- | ---------------------- | ---------------------- | ---------------------- | ---------------------- | ---------------------- |
|  | Partidul Social Democrat        | 6          |                        |                        |                        |                        |                        |                        |
|  | Partidul Național Liberal       | 2          |                        |                        |                        |                        |                        |                        |
|  | Alianța pentru Unirea Românilor | 1          |                        |                        |                        |                        |                        |                        |

## Atracții turistice
- Biserica de lemn "Sfântul Nicolae" din satul Săliștioara, construită în anul 1830
- Biserica de lemn "Buna Vestire" din satul Dealu Mare, construită în anul 1868
- Monumentul închinat revoluționarilor de la 1848 din satul Vălișoara (monument istoric)